# Надійність гірничого обладнання
Надійність гірничого обладнання (рос. надежность горного оборудования, англ. reliability of mining equipment, нім. Sicherheit f, Zuverlässigkeit f der Bergbaueinrichtung) – властивість обладнання зберігати у часі у встановлених межах значення всіх параметрів, що характеризують його працездатний стан, тобто здатність виконувати необхідні функції в заданих режимах і умовах застосування, технічного обслуговування, ремонтів, зберігання і транспортування. Надійність гірничого обладнання є однією з основних складових його якості, яка значною мірою визначає виробничі показники вугільного підприємства загалом. Надійність є складною властивістю і тому в залежності від призначення гірничого обладнання і умов його застосування може складатися з поєднань наступних властивостей: безвідмовності, довговічності, ремонтопридатності і збереженості.
Надійність оцінюється одиничними і комплексними показниками. Одиничний показник кількісно оцінює одну з властивостей, що складають надійність, а комплексний – декілька таких властивостей.
Показники надійності гірничого обладнання багато в чому визначаються на стадії їх проектування, забезпечуються при виготовленні і підтримуються під час експлуатації. 